# .ar
.ar je vrhovna internetska domena (country code top-level domain - ccTLD) za Argentinu. Domenom upravlja Ministarstvo vanjskih poslova Argentine.

## Vanjske poveznice
- IANA .ar whois informacija  Arhivirana inačica izvorne stranice od 27. travnja 2006. (Wayback Machine)